# Brachythecium brachycarpum
Brachythecium brachycarpum là một loài rêu trong họ Brachytheciaceae. Loài này được Dixon & Badhw. mô tả khoa học đầu tiên năm 1938.